# Studia Palmyreńskie
Studia Palmyreńskie – czasopismo naukowe w latach 1966–2013, od 2014 r. seria wydawnicza, prezentująca wyniki badań archeologicznych w Palmyrze w Syrii. Periodyk wydaje od 1966 roku Centrum Archeologii Śródziemnomorskiej Uniwersytetu Warszawskiego (CAŚ UW) wraz z Wydawnictwami Uniwersytetu Warszawskiego (poza tomami X i XI). Zakres tematyczny tytułu poza odkryciami archeologicznymi obejmuje także historię miasta, jego religie, sztukę i epigrafikę.
Inicjatorem powołania pisma i jego redaktorem naczelnym był Kazimierz Michałowski, następnie, od 1985 roku prof. Michał Gawlikowski. Od 2014 r. redaktorem prowadzącym serię wydawniczą jest prof. Grzegorz Majcherek z CAŚ UW.